# Danica Simšič

Danica Simšič, slovenska novinarka in političarka, * 22. februar 1955, Ljubljana.

## Življenjepis
Svojo kariero je začela kot napovedovalka, novinarka in urednica informativnih oddaj na Televiziji Slovenija in postala medijsko prepoznavna kot voditeljica TV Dnevnika. Ob osamosvojitvi Republike Slovenije se je začela aktivno ukvarjati s politiko.
Leta 1992 je bila izvoljena v 1. državni zbor Republike Slovenije; v tem mandatu je bila član naslednjih delovnih teles:
- Komisija za vprašanja invalidov (predsednica),
- Komisija za žensko politiko (podpredsednica),
- Mandatno-imunitetna komisija (do 6. oktobra 1994),
- Komisija za volitve, imenovanja in administrativne zadeve (od 24. novembra 1994),
- Komisija za narodni skupnosti,
- Odbor za kmetijstvo in gozdarstvo,
- Odbor za zdravstvo, delo, družino in socialno politiko,
- Odbor za spremljanje uresničevanja Resolucije o izhodiščih zasnove nacionalne varnosti Republike Slovenije in
- Preiskovalna komisija o raziskovanju povojnih množičnih pobojev, pravno dvomljivih procesov in drugih tovrstnih nepravilnosti.

Med letoma 2002 in 2006 je bila županja Mestne občine Ljubljana. 